# Жупанчич, Векослав
Ве́кослав Жу́панчич (хорв. Vjekoslav Župančić; 1900, Аграм, Австро-Венгрия — 1971, Загреб, СФРЮ) — югославский хорватский футболист, игравший на позиции защитника, тренер, функционер. Участник Олимпиады 1920 года в составе сборной Югославии.

## Карьера

### Клубная
С 1918 по 1920 год выступал в составе загребского клуба ХАШК. В 1921 году переехал в Австрию, в клуб «Винер Аматёр», в составе которого выступал до 1925 года, став за это время, вместе с командой, один раз чемпионом Австрии, трижды обладателем и один раз финалистом Кубка Австрии. В 1926 году вернулся домой, в ХАШК, за который затем выступал до 1928 года, став за это время, вместе с командой, один раз третьим призёром чемпионата Королевства СХС.

### В сборной
В составе главной национальной сборной Королевства СХС сыграл один раз 28 августа 1920 года в матче против сборной Чехословакии на Олимпиаде 1920 года, встречу его команда проиграла со счётом 0:7.

### Тренерская
После завершения карьеры игрока работал тренером. С 1943 по 1945 год был президентом клуба ХАШК, став, в итоге, из-за расформирования клуба, последним человеком, занимавшим эту должность.

## Командные достижения
Чемпион Австрии: (1)
- 1923/24

3-й призёр чемпионата Королевства СХС: (1)
- 1927

Обладатель Кубка Австрии: (3)
- 1920/21, 1923/24, 1924/25

Финалист Кубка Австрии: (1)
- 1921/22